# Ligas regionales de fútbol en Argentina
Las ligas regionales (o "locales") de fútbol en la Argentina son asociaciones de clubes de fútbol  conformadas por instituciones con sede en ciudades o poblaciones geográficamente cercanas entre sí, que disputan campeonatos oficiales anuales en las distintas categorías del fútbol argentino. Los mejores equipos que participan de las competiciones locales, quedan habilitados para participar en el Torneo Regional Federal Amateur, que abre la vía para el ascenso que desemboca en la Primera División de Argentina.
Cada liga debe ser aprobada y supervisada por el Consejo Federal de Fútbol, órgano interno de la Asociación del Fútbol Argentino (AFA). 
Debido a que el Consejo Federal oficia de intermediario para la organización de los campeonatos, se dice que los clubes miembros de las ligas regionales se hallan indirectamente afiliados a la AFA.
Por cuestiones administrativas y organizativas, más de 3500 clubes de las provincias de la Argentina se agrupan en 233 ligas regionales.

## Historia

### Inicios
Desde la creación de la primera liga argentina de fútbol en 1891, luego sucedida por la antecesora reconocida de la AFA, se han ido fundando distintas ligas de fútbol por los alrededores del AMBA y por el resto del país. El Rosario Athletic Club fue el primer club del interior en concursar en un campeonato de fútbol argentino, en la Primera División de 1894.
La primera competición regional fue la Copa Santiago Pinasco, certamen disputado por clubes de la ciudad de Rosario en donde el ganador se clasificaba a la Tie Cup, primer copa nacional del fútbol argentino, desde su creación en 1900. En 1902, Rosario fue el primer club del interior campeón de una copa nacional, al hacerse de la Tie Cup ante el campeón de la Asociación Argentina Alumni.
A partir de 1905, la Copa Pinasco pasó a ser el certamen de Primera División de la Liga Rosarina, primera liga regional creada en el fútbol argentino. En 1906, se creó la segunda liga, la Liga Santiagueña. En 1907, se creó la tercera liga: la Asociación Santafesina, que nucleaba a los clubes de la ciudad capitalina. Y, en 1908, se creó la primera liga regional de Buenos Aires: la Liga del Sur, que nucleó a los clubes de la ciudad de Bahía Blanca.
En los campeonatos de División Intermedia de 1924 de la Asociación Argentina y de 1926 de la Asociación Amateurs, se dio la particular incorporación en las semifinales de un campeón de una liga regional, con la participación de los clubes Gutenberg, campeón de la Federación Platense de Football, y Conservación y Tráfico, campeón de la Asociación Amateurs Provincial de Football, respectivamente.

### Era profesional
A partir del crecimiento del deporte y su expansión por el país, más ligas se fueron creando. Sin embargo, durante la era amateur del fútbol argentino, sólo la Liga Rosarina ha tenido acceso a algunas competiciones de la Asociación Argentina de Fútbol, por medio de sus campeones y, durante los años '20, algunos combinados de ligas de Córdoba, Santa Fe, Buenos Aires y Mendoza,  entre otras, en la Copa Presidente y el Copa Pte. Saenz Peña.
Con la creación de la primera liga profesional, rápidamente se incluyó a campeones de la Liga Santafesina y de la Liga Cordobesa en la Copa Beccar Varela, en 1933. En 1939, tras las afiliaciones de Rosario Central y Newell's Old Boys a la AFA, se disputa el Campeonato del Litoral, certamen que sirvió de clasificación a la Copa Dr. Ibarguren del mismo año y que le dio una oportunidad de acceso a los clubes de la Federación Paranaense.
En 1943 se disputa la primera copa que haría inclusión de clubes de distintas provincias del país: la Copa de la República. En ella hicieron su primera participación clubes del Cuyo, Norte y Litoral.
En 1950, la AFA puso en marcha un proyecto que buscaba afiliar a un club por año, que se encontrara a no más de 800 kilómetros de distancia de la Ciudad de Buenos Aires y que contaran con una línea férrea cercana para el traslado, siendo incorporado en la Primera División B. Para la temporada de 1951 fue invitado el club Olimpo de Bahía Blanca para su afiliación, pero fue rechazada. Finalmente, para la temporada de 1952, el Sarmiento de Junín fue afiliado e incorporado a la Primera B. Tras el cambio de gobierno en la AFA en 1953, el proyecto fue descontinuado.

### Campeonato Nacional
Luego de la efímera Copa de la República, la mayoría de las ligas del país continuaron excluidas de las competencias de la AFA, salvo por combinados de Liga Cordobesa, la Liga Mendocina y la Liga Cultural santiagueña que participaron de la Copa Ibarguren en los años 50.
En 1959 se disputa el Campeonato de la República, la primera copa exclusiva para equipos del interior del país, organizada por el Consejo Federal. En ella hacen su debut un equipo de Neuquén y de Río Negro, siendo el debut de ambas provincias y de la Patagonia en un certamen de la AFA.
Tras el cese de copas nacionales durante los '60, en 1967 se crea el Torneo Regional, un certamen clasificatorio que incluyó a distintos clubes de las provincias y le permitió a los mejores equipos clasificar al Campeonato Nacional, un certamen de primera categoría, que también incluía a los equipos del campeonato regular de Primera División, llamado Campeonato Metropolitano. Los nuevos certámenes les abrieron la posibilidad a las provincias de La Pampa y Chubut, que hasta ese momento no habían competido en ningún certamen de la AFA.
En 1969 se disputa la Copa Argentina, un certamen que al igual que la Copa de la República incluyó a distintos equipos del país y que dejó de disputarse tras la edición inconclusa de 1970.
En 1971, compite por primera vez en un certamen de la AFA un equipo de Santa Cruz, única provincia hasta ese momento que no había tenido participación.
En 1985, compite por primera vez un equipo de Tierra del Fuego.
En 1986 volvió a reestructurarse el fútbol argentino, con la desaparición del Campeonato Nacional y la creación de una nueva división en la segunda categoría: el Torneo Nacional B, en el que, desde entonces, confluyen ambas vertientes, la Metropolitana,  de los clubes directamente afiliados, y la del Interior, nucleadas en el Consejo Federal, a través de las ligas. A la vez, el Torneo Regional fue suprimido por haber perdido su razón de ser y se creó el Torneo del Interior, certamen paralelo a la Primera División B, que pasaba a pertenecer a la tercera categoría. De esta manera, las ligas regionales se incorporaron al esquema de ascensos y descensos de manera orgánica y se conformó el sistema ramificado de las categorías del fútbol argentino.

## Ligas por región
Las siguientes son las ligas regionales de fútbol en la Argentina, dependientes del Consejo Federal de la Asociación del Fútbol Argentino, por cada provincia, según el criterio de regionalización utilizado por el Consejo Federal del Fútbol Argentino:

### Región Patagónica
Comprende las Ligas afiliadas al Consejo Federal cuya ubicación se encuentra en el territorio de las provincias de Tierra del Fuego, Santa Cruz, Chubut, Río Negro y Neuquén. Todas las ligas de la región están, además, afiliadas a la Federación Patagónica de Fútbol.

#### Chubut
| Liga                                 | Localidad          |
| ------------------------------------ | ------------------ |
| Liga de Fútbol de Comodoro Rivadavia | Comodoro Rivadavia |
| Liga de Fútbol del Oeste del Chubut  | Esquel             |
| Liga de Fútbol Valle del Chubut      | Trelew             |

#### Neuquén
| Liga                       | Localidad |
| -------------------------- | --------- |
| Liga de Fútbol del Neuquén | Neuquén   |

#### Río Negro
| Liga                               | Subsede                            | Localidad         |
| ---------------------------------- | ---------------------------------- | ----------------- |
| Liga de Fútbol de Bariloche        | Liga de Fútbol de Bariloche        | Bariloche         |
| Liga de Fútbol de Río Colorado     | Liga de Fútbol de Río Colorado     | Río Colorado      |
| Liga Deportiva Confluencia         | Liga Deportiva Confluencia         | Cipolletti        |
| Liga Regional de Fútbol Avellaneda | Liga Regional de Fútbol Avellaneda | Luis Beltrán      |
| Liga Rionegrina de Fútbol          | Sede principal                     | Viedma            |
| Liga Rionegrina de Fútbol          | Subsede Atlántica-Línea Sur        | Viedma            |
| Liga Rionegrina de Fútbol          | Subsede San Antonio Oeste          | San Antonio Oeste |

#### Santa Cruz
| Liga                                | Subsede                             | Localidad         |
| ----------------------------------- | ----------------------------------- | ----------------- |
| Liga de Fútbol Centro de Santa Cruz | Liga de Fútbol Centro de Santa Cruz | Puerto Santa Cruz |
| Liga de Fútbol Norte de Santa Cruz  | Sede principal                      | Caleta Olivia     |
| Liga de Fútbol Norte de Santa Cruz  | Subsede Las Heras                   | Las Heras         |
| Liga de Fútbol Norte de Santa Cruz  | Subsede Puerto Deseado              | Puerto Deseado    |
| Liga de Fútbol Sur de Santa Cruz    | Sede principal                      | Río Gallegos      |
| Liga de Fútbol Sur de Santa Cruz    | Subsede Río Turbio                  | Río Turbio        |
| Liga de Fútbol Sur de Santa Cruz    | Subsede El Calafate                 | El Calafate       |

#### Tierra del Fuego
| Liga                              | Localidad  |
| --------------------------------- | ---------- |
| Liga Oficial de Fútbol Río Grande | Río Grande |
| Liga Ushuaiense de fútbol         | Ushuaia    |

### Región Pampeana Sur
Comprende las Ligas afiliadas al Consejo Federal cuya ubicación se encuentra en el territorio de las provincias de La Pampa y las regiones Sur y Oeste de la provincia de Buenos Aires.

#### La Pampa
| Federación                               | Liga                    | Localidad    |
| ---------------------------------------- | ----------------------- | ------------ |
|                                          | Liga Cultural de Fútbol | Santa Rosa   |
| Federación de Fútbol Bonaerense Pampeana | Liga Pampeana de Fútbol | General Pico |
|                                          | Liga Regional Sureña    | Guatraché    |

#### Buenos Aires (Sur y Oeste)
| Federación                               | Liga                                             | Localidad             | Unión de ligas             |
| ---------------------------------------- | ------------------------------------------------ | --------------------- | -------------------------- |
| Federación de Fútbol Bonaerense Pampeana | Liga Ayacuchense de Fútbol                       | Ayacucho              | Unión Regional Deportiva   |
| Federación de Fútbol Bonaerense Pampeana | Liga Juarense de Fútbol                          | Benito Juárez         | Unión Regional Deportiva   |
| Federación de Fútbol Bonaerense Pampeana | Liga Rauchense de Fútbol                         | Rauch                 | Unión Regional Deportiva   |
| Federación de Fútbol Bonaerense Pampeana | Liga Tandilense de Fútbol                        | Tandil                | Unión Regional Deportiva   |
| Federación de Fútbol Bonaerense Pampeana | Liga Alvearense de Fútbol                        | General Alvear        | Unión Deportiva del Centro |
| Federación de Fútbol Bonaerense Pampeana | Liga de Fútbol de Las Flores                     | Las Flores            | Unión Deportiva del Centro |
| Federación de Fútbol Bonaerense Pampeana | Liga Deportiva de Saladillo                      | Saladillo             | Unión Deportiva del Centro |
| Federación de Fútbol Bonaerense Pampeana | Liga de Fútbol de Azul                           | Azul                  |                            |
| Federación de Fútbol Bonaerense Pampeana | Liga del Sur                                     | Bahía Blanca          |                            |
| Federación de Fútbol Bonaerense Pampeana | Liga Balcarceña de Fútbol                        | Balcarce              |                            |
| Federación de Fútbol Bonaerense Pampeana | Liga de Fútbol de Coronel Dorrego                | Coronel Dorrego       |                            |
| Federación de Fútbol Bonaerense Pampeana | Liga Pringles de Fútbol                          | Coronel Pringles      |                            |
| Federación de Fútbol Bonaerense Pampeana | Liga Regional de Fútbol                          | Coronel Suárez        |                            |
| Federación de Fútbol Bonaerense Pampeana | Liga de Equipos Unidos de Fútbol de Mar Chiquita | Coronel Vidal         |                            |
| Federación de Fútbol Bonaerense Pampeana | Liga Dolorense de Fútbol                         | Dolores               |                            |
| Federación de Fútbol Bonaerense Pampeana | Liga Madariaguense de Fútbol                     | General Madariaga     |                            |
| Federación de Fútbol Bonaerense Pampeana | Liga de Fútbol de General Villegas               | General Villegas      |                            |
| Federación de Fútbol Bonaerense Pampeana | Liga Lapridense de Fútbol                        | Laprida               |                            |
| Federación de Fútbol Bonaerense Pampeana | Liga Maipuense de Fútbol                         | Maipú                 |                            |
| Federación de Fútbol Bonaerense Pampeana | Liga de Fútbol del Partido de la Costa           | Mar del Tuyú          |                            |
| Federación de Fútbol Bonaerense Pampeana | Liga de Fútbol de Villarino                      | Médanos               |                            |
| Federación de Fútbol Bonaerense Pampeana | Liga de Fútbol de General Alvarado               | Miramar               |                            |
| Federación de Fútbol Bonaerense Pampeana | Liga Necochea de Fútbol                          | Necochea              |                            |
| Federación de Fútbol Bonaerense Pampeana | Liga de Fútbol de Olavarría                      | Olavarría             |                            |
| Federación de Fútbol Bonaerense Pampeana | Liga Pehuajense de Fútbol                        | Pehuajó               |                            |
| Federación de Fútbol Bonaerense Pampeana | Liga de Fútbol del Oeste                         | Rivadavia             |                            |
| Federación de Fútbol Bonaerense Pampeana | Liga Deportiva de Bolívar                        | San Carlos de Bolívar |                            |
| Federación de Fútbol Bonaerense Pampeana | Liga Trenquelauquense de Fútbol                  | Trenque Lauquen       |                            |
| Federación de Fútbol Bonaerense Pampeana | Liga Regional Tresarroyense de Fútbol            | Tres Arroyos          |                            |
| Federación de Fútbol Bonaerense Pampeana | Liga Cultural Deportiva                          | Tres Lomas            |                            |
| Federación de Fútbol Bonaerense Pampeana | Liga Veinticinqueña de Fútbol (Buenos Aires)     | Veinticinco de Mayo   |                            |
|                                          | Liga Marplatense de Fútbol                       | Mar del Plata         |                            |

### Región Pampeana Norte
Comprende las Ligas afiliadas al Consejo Federal cuya ubicación se encuentra en el territorio de las regiones Norte y Este de la provincia de Buenos Aires.

#### Buenos Aires (Norte y Este)
| Federación                                                                                          | Liga                                        | Localidad                  | Unión de ligas                                            |
| --------------------------------------------------------------------------------------------------- | ------------------------------------------- | -------------------------- | --------------------------------------------------------- |
| Federación de Fútbol Bonaerense Pampeana                                                            | Liga Deportiva de General Arenales          | Ascensión                  | Unión Regional del Noroeste                               |
| Federación de Fútbol Bonaerense Pampeana                                                            | Liga Deportiva de Chacabuco                 | Chacabuco                  | Unión Regional del Noroeste                               |
| Federación de Fútbol Bonaerense Pampeana                                                            | Liga Deportiva del Oeste                    | Junín                      | Unión Regional del Noroeste                               |
| Federación de Fútbol Bonaerense Pampeana                                                            | Liga Bragadense de Fútbol                   | Bragado                    |                                                           |
| Federación de Fútbol Bonaerense Pampeana                                                            | Liga Casarense de Fútbol                    | Carlos Casares             |                                                           |
| Federación de Fútbol Bonaerense Pampeana                                                            | Liga Chascomunense de Fútbol                | Chascomús                  |                                                           |
| Federación de Fútbol Bonaerense Pampeana                                                            | Liga Escobarense de Fútbol                  | Escobar                    |                                                           |
| Federación de Fútbol Bonaerense Pampeana                                                            | Liga Amateur Platense de Fútbol             | La Plata                   |                                                           |
| Federación de Fútbol Bonaerense Pampeana                                                            | Liga Amateur de Deportes                    | Lincoln                    |                                                           |
| Federación de Fútbol Bonaerense Pampeana                                                            | Liga Lobense de Fútbol                      | Lobos                      |                                                           |
| Federación de Fútbol Bonaerense Pampeana                                                            | Liga Toldense de Fútbol                     | Los Toldos                 |                                                           |
| Federación de Fútbol Bonaerense Pampeana                                                            | Liga Lujanense de Fútbol                    | Luján                      |                                                           |
| Federación de Fútbol Bonaerense Pampeana                                                            | Liga Nuevejuliense de Fútbol                | 9 de Julio                 |                                                           |
| Federación de Fútbol Bonaerense Pampeana                                                            | Liga Deportiva Central Vedia                | Vedia                      |                                                           |
| Federación de Fútbol Bonaerense Pampeana Federación Norte de Fútbol de la Provincia de Buenos Aires | Liga de Fútbol de Pergamino                 | Pergamino                  | Unión Regional del Noroeste                               |
| Federación de Fútbol Bonaerense Pampeana Federación Norte de Fútbol de la Provincia de Buenos Aires | Liga de Fútbol de Salto                     | Salto                      |                                                           |
| Federación de Fútbol Bonaerense Pampeana Federación Norte de Fútbol de la Provincia de Buenos Aires | Liga Nicoleña de Fútbol                     | San Nicolás de los Arroyos |                                                           |
| Federación de Fútbol Bonaerense Pampeana Federación Norte de Fútbol de la Provincia de Buenos Aires | Liga Zarateña de Fútbol                     | Zárate                     |                                                           |
| Federación Norte de Fútbol de la Provincia de Buenos Aires                                          | Liga Deportiva de Colón                     | Colón                      | Alianza Deportiva Colón/Rojas Unión Regional del Noroeste |
| Federación Norte de Fútbol de la Provincia de Buenos Aires                                          | Liga Deportiva de Fútbol                    | Rojas                      | Alianza Deportiva Colón/Rojas Unión Regional del Noroeste |
| Federación Norte de Fútbol de la Provincia de Buenos Aires                                          | Liga de Fútbol de Arrecifes                 | Arrecifes                  |                                                           |
| Federación Norte de Fútbol de la Provincia de Buenos Aires                                          | Liga de Fútbol de Baradero                  | Baradero                   | Unión Baradero/San Pedro                                  |
| Federación Norte de Fútbol de la Provincia de Buenos Aires                                          | Liga Campanense de Fútbol                   | Campana                    |                                                           |
| Federación Norte de Fútbol de la Provincia de Buenos Aires                                          | Liga Chivilcoyana de Fútbol                 | Chivilcoy                  |                                                           |
| Federación Norte de Fútbol de la Provincia de Buenos Aires                                          | Liga Mercedina de Fútbol                    | Mercedes                   |                                                           |
| Federación Norte de Fútbol de la Provincia de Buenos Aires                                          | Liga Deportiva de San Antonio de Areco      | San Antonio de Areco       |                                                           |
| Federación Norte de Fútbol de la Provincia de Buenos Aires                                          | Liga Deportiva Sampedrina                   | San Pedro                  | Unión Baradero/San Pedro                                  |
| Federación Norte de Fútbol de la Provincia de Buenos Aires                                          | Liga Metropolitana de Fútbol de San Vicente | San Vicente                |                                                           |
| | Liga Costera del Río de la Plata            | Verónica                   |                                                           |
| | Liga Deportiva de Carmen de Areco           | Carmen de Areco            |                                                           |

### Región Cuyo
Comprende las Ligas afiliadas al Consejo Federal cuya ubicación se encuentra en el territorio de las provincias de Mendoza, San Juan y San Luis.

#### Mendoza
| Liga                                 | Localidad      |
| ------------------------------------ | -------------- |
| Liga Alvearense de Fútbol            | General Alvear |
| Liga de Fútbol de Tunuyán            | Tunuyán        |
| Liga Independiente de Fútbol Amateur | Malargüe       |
| Liga Mendocina de Fútbol             | Mendoza        |
| Liga Rivadaviense de Fútbol          | Rivadavia      |
| Liga Sancarlina de Fútbol            | Eugenio Bustos |
| Liga Sanrafaelina de Fútbol          | San Rafael     |
| Liga Tupungatina de Fútbol           | Tupungato      |

#### San Juan
| Liga                                     | Localidad/Jurisdicción |
| ---------------------------------------- | ---------------------- |
| Liga Calingastina de Fútbol              | Calingasta             |
| Liga Caucetera San Martiniana de Fútbol  | Caucete y San Martín   |
| Liga de Fútbol de Albardón-Angaco        | Albardón y Angaco      |
| Liga de Fútbol de Santa Lucía            | Santa Lucía            |
| Liga Iglesiana de Fútbol                 | Rodeo                  |
| Liga Jachallera de Fútbol                | Jachal                 |
| Liga Sanjuanina de Fútbol                | San Juan               |
| Liga Sarmientina de Fútbol               | Media Agua             |
| Liga Vallista de Fútbol                  | Valle Fértil           |
| Liga Veinticinqueña de Fútbol (San Juan) | Villa Santa Rosa       |

#### San Luis
| Liga                                            | Subsede                                         | Localidad       |
| ----------------------------------------------- | ----------------------------------------------- | --------------- |
| Liga de Fútbol de Villa Mercedes                | Liga de Fútbol de Villa Mercedes                | Villa Mercedes  |
| Liga de Fútbol del Norte Puntano                | Liga de Fútbol del Norte Puntano                | Quines          |
| Liga Futbolística y Deportiva Valle del Conlara | Liga Futbolística y Deportiva Valle del Conlara | Tilisarao       |
| Liga Sanluiseña de Fútbol                       | Sede principal                                  | San Luis        |
| Liga Sanluiseña de Fútbol                       | Región Sur                                      | Buena Esperanza |

### Región Centro
Comprende las Ligas afiliadas al Consejo Federal cuya ubicación se encuentra en el territorio de las provincias de Córdoba, Santiago del Estero, Catamarca y La Rioja.

#### Catamarca
| Federación                        | Liga                                          | Localidad                           |
| --------------------------------- | --------------------------------------------- | ----------------------------------- |
| Federación Catamarqueña de Fútbol | Liga Andalgalense de Fútbol                   | Andalgalá                           |
| Federación Catamarqueña de Fútbol | Liga Belenista de Fútbol                      | Belén                               |
| Federación Catamarqueña de Fútbol | Liga Catamarqueña de Fútbol                   | San Fernando del Valle de Catamarca |
| Federación Catamarqueña de Fútbol | Liga Chacarera de Fútbol                      | Valle Viejo                         |
| Federación Catamarqueña de Fútbol | Liga de Fútbol del Departamento de Santa Rosa | Bañado de Ovanta                    |
| Federación Catamarqueña de Fútbol | Liga Departamental de Fútbol de Pomán         | Pomán                               |
| Federación Catamarqueña de Fútbol | Liga Departamental de Fútbol de Recreo        | Recreo                              |
| Federación Catamarqueña de Fútbol | Liga Fiambalense de Fútbol                    | Fiambalá                            |
| Federación Catamarqueña de Fútbol | Liga Santamariana de Fútbol                   | Santa María                         |
| Federación Catamarqueña de Fútbol | Liga Tinogasteña de Fútbol                    | Tinogasta                           |

#### Córdoba
| Federación                     | Liga                                                | Localidad        |
| ------------------------------ | --------------------------------------------------- | ---------------- |
| Federación Cordobesa de Fútbol | Liga Bellvillense de Fútbol                         | Bell Ville       |
| Federación Cordobesa de Fútbol | Liga Cordobesa de Fútbol                            | Córdoba          |
| Federación Cordobesa de Fútbol | Liga Cruzdelejeña de Fútbol                         | Cruz del Eje     |
| Federación Cordobesa de Fútbol | Liga Departamental de Fútbol de Punilla             | Cosquín          |
| Federación Cordobesa de Fútbol | Liga Dolorense de Fútbol                            | Villa Dolores    |
| Federación Cordobesa de Fútbol | Liga Independiente de Fútbol                        | Oncativo         |
| Federación Cordobesa de Fútbol | Liga Ischilín de Fútbol                             | Deán Funes       |
| Federación Cordobesa de Fútbol | Liga Regional Colón                                 | Jesús María      |
| Federación Cordobesa de Fútbol | Liga Regional de Fútbol de Canals                   | Canals           |
| Federación Cordobesa de Fútbol | Liga Regional de Fútbol de Laboulaye                | Laboulaye        |
| Federación Cordobesa de Fútbol | Liga Regional de Fútbol de Río Cuarto               | Río Cuarto       |
| Federación Cordobesa de Fútbol | Liga Regional de Fútbol del Sur                     | Corral de Bustos |
| Federación Cordobesa de Fútbol | Liga Regional de Fútbol Doctor Adrián Beccar Varela | Pascanas         |
| Federación Cordobesa de Fútbol | Liga Regional de Fútbol General Roca                | Huinca Renancó   |
| Federación Cordobesa de Fútbol | Liga Regional de Fútbol San Alberto                 | Mina Clavero     |
| Federación Cordobesa de Fútbol | Liga Regional de Fútbol San Francisco               | San Francisco    |
| Federación Cordobesa de Fútbol | Liga Regional Riotercerense de Fútbol               | Río Tercero      |
| Federación Cordobesa de Fútbol | Liga Villamariense de Fútbol                        | Villa María      |

#### La Rioja
| Federación                   | Liga                                   | Localidad   |
| ---------------------------- | -------------------------------------- | ----------- |
| Federación Riojana de Fútbol | Liga Aimogasteña de Fútbol             | Aimogasta   |
| Federación Riojana de Fútbol | Liga Chileciteña de Fútbol             | Chilecito   |
| Federación Riojana de Fútbol | Liga Cultural y Deportiva (Los Llanos) | Chamical    |
| Federación Riojana de Fútbol | Liga de Fútbol del Oeste Riojano       | Villa Unión |
| Federación Riojana de Fútbol | Liga de Fútbol del Sur Riojano         | Chepes      |
| Federación Riojana de Fútbol | Liga Riojana de Fútbol                 | La Rioja    |

#### Santiago del Estero
| Federación                       | Liga                                    | Localidad           |
| -------------------------------- | --------------------------------------- | ------------------- |
| Federación Santiagueña de Fútbol | Liga Añatuyense de Fútbol               | Añatuya             |
| Federación Santiagueña de Fútbol | Liga Copeña de Fútbol                   | Monte Quemado       |
| Federación Santiagueña de Fútbol | Liga Cultural de Fútbol de Frías        | Frías               |
| Federación Santiagueña de Fútbol | Liga de Figueroa                        | Figueroa            |
| Federación Santiagueña de Fútbol | Liga de Fútbol del Noroeste Santiagueño | El Bobadal          |
| Federación Santiagueña de Fútbol | Liga Loretana de Fútbol                 | Loreto              |
| Federación Santiagueña de Fútbol | Liga Pellegrinense de Fútbol            | Pellegrini          |
| Federación Santiagueña de Fútbol | Liga Quimilense de Fútbol               | Quimili             |
| Federación Santiagueña de Fútbol | Liga Santiagueña de Fútbol              | Santiago del Estero |
| Federación Santiagueña de Fútbol | Liga Termense de Fútbol                 | Termas de Río Hondo |

### Región Norte
Comprende las Ligas afiliadas al Consejo Federal cuya ubicación se encuentra en el territorio de las provincias de Jujuy, Salta y Tucumán.

#### Jujuy
| Federación                  | Liga                                      | Localidad                     |
| --------------------------- | ----------------------------------------- | ----------------------------- |
| Federación Jujeña de Fútbol | Liga del Ramal Jujeña de Fútbol           | San Pedro de Jujuy            |
| Federación Jujeña de Fútbol | Liga Departamental de Fútbol de El Carmen | El Carmen                     |
| Federación Jujeña de Fútbol | Liga Jujeña de Fútbol                     | San Salvador de Jujuy         |
| Federación Jujeña de Fútbol | Liga Puneña de Fútbol                     | La Quiaca                     |
| Federación Jujeña de Fútbol | Liga Quebradeña de Fútbol                 | Tilcara                       |
| Federación Jujeña de Fútbol | Liga Regional Jujeña de Fútbol            | Libertador General San Martín |

#### Salta
| Federación                   | Liga                                            | Localidad                  |
| ---------------------------- | ----------------------------------------------- | -------------------------- |
| Federación Salteña de Fútbol | Liga Anteña de Fútbol                           | Joaquín V. González        |
| Federación Salteña de Fútbol | Liga de Fútbol del Valle de Lerma               | Cerrillos                  |
| Federación Salteña de Fútbol | Liga Calchaquí de Fútbol                        | Cafayate                   |
| Federación Salteña de Fútbol | Liga de Fútbol de Rosario de la Frontera        | Rosario de la Frontera     |
| Federación Salteña de Fútbol | Liga Departamental de Fútbol General San Martín | Tartagal                   |
| Federación Salteña de Fútbol | Liga Güemense de Fútbol                         | General Güemes             |
| Federación Salteña de Fútbol | Liga Metanense de Fútbol                        | Metán                      |
| Federación Salteña de Fútbol | Liga Regional de Fútbol del Bermejo             | San Ramón de la Nueva Orán |
|                              | Liga Salteña de Fútbol                          | Salta                      |

#### Tucumán
| Liga                    | Localidad             |
| ----------------------- | --------------------- |
| Liga Tucumana de Fútbol | San Miguel de Tucumán |

### Región Litoral Norte
Comprende las Ligas afiliadas al Consejo Federal cuya ubicación se encuentra en el territorio de las provincias de Formosa, Chaco, Corrientes y Misiones.

#### Chaco
| Federación                    | Liga                                    | Localidad                    |
| ----------------------------- | --------------------------------------- | ---------------------------- |
| Federación Chaqueña de Fútbol | Asociación de Fútbol del Oeste Chaqueño | Villa Ángela                 |
| Federación Chaqueña de Fútbol | Liga Chaqueña de Fútbol                 | Resistencia                  |
| Federación Chaqueña de Fútbol | Liga de Fútbol del Noroeste Chaqueño    | Las Breñas                   |
| Federación Chaqueña de Fútbol | Liga de Fútbol del Norte                | San Martín                   |
| Federación Chaqueña de Fútbol | Liga Deportiva y Cultural Las Palmas    | Las Palmas                   |
| Federación Chaqueña de Fútbol | Liga Quitilipense de Fútbol             | Quitilipi                    |
| Federación Chaqueña de Fútbol | Liga Regional de Fútbol (Machagai)      | Machagai                     |
| Federación Chaqueña de Fútbol | Liga Saenzpeñense de Fútbol             | Presidencia Roque Sáenz Peña |

#### Corrientes
| Federación                      | Liga                                       | Localidad          |
| ------------------------------- | ------------------------------------------ | ------------------ |
| Federación Correntina de Fútbol | Liga Bellavistense de Fútbol               | Bella Vista        |
| Federación Correntina de Fútbol | Liga Correntina de Fútbol                  | Corrientes         |
| Federación Correntina de Fútbol | Liga Cruceña de Fútbol                     | La Cruz            |
| Federación Correntina de Fútbol | Liga de Fútbol General Belgrano            | Curuzú Cuatiá      |
| Federación Correntina de Fútbol | Liga Deportiva Casereña General San Martín | Monte Caseros      |
| Federación Correntina de Fútbol | Liga Esquinense de Fútbol                  | Esquina            |
| Federación Correntina de Fútbol | Liga Goyana de Fútbol                      | Goya               |
| Federación Correntina de Fútbol | Liga Ituzaingueña de Fútbol                | Ituzaingó          |
| Federación Correntina de Fútbol | Liga Libreña de Fútbol General Madariaga   | Paso de los Libres |
| Federación Correntina de Fútbol | Liga Mercedeña de Fútbol                   | Mercedes           |
| Federación Correntina de Fútbol | Liga Saladeña de Fútbol                    | Saladas            |
| Federación Correntina de Fútbol | Liga Santotomeña de Fútbol                 | Santo Tomé         |
| Federación Correntina de Fútbol | Liga Sauceña de Fútbol                     | Sauce              |
| Federación Correntina de Fútbol | Liga Virasoreña de Fútbol                  | Virasoro           |

#### Formosa
| Federación                     | Liga                            | Localidad     |
| ------------------------------ | ------------------------------- | ------------- |
| Federación Formoseña de Fútbol | Liga Clorindense de Fútbol      | Clorinda      |
| Federación Formoseña de Fútbol | Liga de Fútbol de Laguna Blanca | Laguna Blanca |
| Federación Formoseña de Fútbol | Liga de Fútbol del Centro       | Ibarreta      |
| Federación Formoseña de Fútbol | Liga de Fútbol del Sur          | El Colorado   |
| Federación Formoseña de Fútbol | Liga Formoseña de Fútbol        | Formosa       |
| Federación Formoseña de Fútbol | Liga Piranense de Fútbol        | Pirané        |

#### Misiones
| Liga                                       | Localidad     |
| ------------------------------------------ | ------------- |
| Liga Apostoleña de Fútbol                  | Apóstoles     |
| Liga de Fútbol de Eldorado                 | Eldorado      |
| Liga Posadeña de Fútbol                    | Posadas       |
| Liga Regional de Fútbol de Iguazú          | Puerto Iguazú |
| Liga Regional de Fútbol de Puerto Rico     | Puerto Rico   |
| Liga Regional de Fútbol Nordeste Argentino | San Vicente   |
| Liga Regional Obereña de Fútbol            | Oberá         |

### Región Litoral Sur
Comprende las Ligas afiliadas al Consejo Federal cuya ubicación se encuentra en el territorio de las provincias de Entre Ríos y Santa Fe.

#### Entre Ríos
| Liga                                             | Localidad              | Federación                       |
| ------------------------------------------------ | ---------------------- | -------------------------------- |
| Liga Concordiense de Fútbol                      | Concordia              | Federación Entrerriana de Fútbol |
| Liga de Fútbol de Chajarí                        | Chajarí                | Federación Entrerriana de Fútbol |
| Liga de Fútbol de Concepción del Uruguay         | Concepción del Uruguay | Federación Entrerriana de Fútbol |
| Liga de Fútbol de Paraná Campaña                 | María Grande           | Federación Entrerriana de Fútbol |
| Liga Departamental de Fútbol de Gualeguaychú     | Gualeguaychú           | Federación Entrerriana de Fútbol |
| Liga Departamental de Fútbol de Colón            | Colón                  | Federación Entrerriana de Fútbol |
| Liga Departamental de Fútbol de Gualeguay        | Gualeguay              | Federación Entrerriana de Fútbol |
| Liga Diamantina de Fútbol                        | Diamante               | Federación Entrerriana de Fútbol |
| Liga Federaense de Fútbol                        | Federación             | Federación Entrerriana de Fútbol |
| Liga Federalense de Fútbol                       | Federal                | Federación Entrerriana de Fútbol |
| Liga Felicianense de Fútbol                      | San José de Feliciano  | Federación Entrerriana de Fútbol |
| Liga Paceña de Fútbol                            | La Paz                 | Federación Entrerriana de Fútbol |
| Liga Paranaense de Fútbol                        | Paraná                 | Federación Entrerriana de Fútbol |
| Liga Regional de Fútbol                          | Basavilbaso            | Federación Entrerriana de Fútbol |
| Liga Santaelenense de Fútbol                     | Santa Elena            | Federación Entrerriana de Fútbol |
| Liga Villaguayense de Fútbo                      | Villaguay              | Federación Entrerriana de Fútbol |
| Liga Departamental de Fútbol de Nogoyá           | Nogoyá                 | Unión Deportiva de Ligas         |
| Liga Victoriense de Fútbol                       | Victoria               | Unión Deportiva de Ligas         |
| Liga Departamental de Fútbol de Rosario del Tala | Rosario del Tala       | Unión Deportiva de Ligas         |

#### Santa Fe
| Federación                       | Liga                                             | Localidad                |
| -------------------------------- | ------------------------------------------------ | ------------------------ |
| Federación Santafesina de Fútbol | Asociación Rosarina de Fútbol                    | Rosario                  |
| Federación Santafesina de Fútbol | Liga Cañadense de Fútbol                         | Cañada de Gómez          |
| Federación Santafesina de Fútbol | Liga Casildense de Fútbol                        | Casilda                  |
| Federación Santafesina de Fútbol | Liga de Fútbol Regional del Sud                  | Villa Constitución       |
| Federación Santafesina de Fútbol | Liga Departamental de Fútbol San Martín          | San Jorge                |
| Federación Santafesina de Fútbol | Liga Deportiva del Sur                           | Alcorta                  |
| Federación Santafesina de Fútbol | Liga Esperancina de Fútbol                       | Esperanza                |
| Federación Santafesina de Fútbol | Liga Galvense de Fútbol                          | Gálvez                   |
| Federación Santafesina de Fútbol | Liga Interprovincial de Fútbol Dr. Ramón Pereyra | Chañar Ladeado           |
| Federación Santafesina de Fútbol | Liga Ocampense de Fútbol                         | Villa Ocampo             |
| Federación Santafesina de Fútbol | Liga Rafaelina de Fútbol                         | Rafaela                  |
| Federación Santafesina de Fútbol | Liga Reconquistense de Fútbol                    | Reconquista              |
| Federación Santafesina de Fútbol | Liga Regional Ceresina de Fútbol                 | Ceres                    |
| Federación Santafesina de Fútbol | Liga Regional Paivense de Fútbol                 | Laguna Paiva             |
| Federación Santafesina de Fútbol | Liga Regional Sanlorencina de Fútbol             | San Lorenzo              |
| Federación Santafesina de Fútbol | Liga Regional Totorense de Fútbol                | Totoras                  |
| Federación Santafesina de Fútbol | Liga Santafesina de Fútbol                       | Santa Fe de la Vera Cruz |
| Federación Santafesina de Fútbol | Liga Venadense de Fútbol                         | Venado Tuerto            |
| Federación Santafesina de Fútbol | Liga Verense de Fútbol                           | Vera                     |